# Scutellinoididae
De Scutellinoididae zijn een familie van uitgestorven zee-egels (Echinoidea) uit de orde Clypeasteroida.

## Geslachten
- Philipaster Wang, 1994 †
- Prowillungaster Wang, 1994 †
- Scutellinoides Durham, 1955 †
- Willungaster Philip & Foster, 1971 †